# Anúna
Anúna é um grupo coral irlandês. Em 1987, o compositor Michael McGlynn, natural de Dublin, República da Irlanda, fundou Um Uaithne, um nome que representa os três tipos antigos da música céltica tais como Suantrai (canção de ninar), Geantrai (canção feliz) e Goltrai (lamento). Um dos objetivos principais do grupo seria explorar e redefinir esse tipo de música como também executar os trabalhos originais de McGlynn e os seus arranjos de música irlandesa  medieval e tradicional. O "Um Uaithne" tornou-se Anúna em 1991.
Associou-se com o fenômeno Riverdance, de 1994 até 1996, acompanhando a companhia nas exibições internacionais. Muitos dos cantores que receberam treinamento inicial e repercussão internacional através do Anúna são conhecidos internacionalmente, incluindo, não somente Eimear Quinn (vencedora do Festival Eurovisão da canção, 1996) como também quatro solistas do grupo Celtic Woman: Méav, Órla Fallon, Deirdre Shannon e Lynn Hilary.
Os arranjos do coral feitos por McGlynn são escritos de forma a acentuar o som único do Anúna e utilizar a mobilidade do grupo durante exibições ao vivo, já que eles não utilizam nem partitura e nem maestro. A formação do Anúna é de 14 cantores. O coral ganhou o Prêmio Nacional de Entretenimento para Música Clássica em 1994 e foi indicado para o Prêmio Britânico de Música clássica em 2000. Causou o maior impacto nos Estados Unidos onde vários grupos corais executaram as composições de McGlynn devido às gravações do Anúna.
Intimamente associado ao fenômeno da música céltica devido às ligações com Riverdance o Anúna permanece distante de ser classificado como "céltico". O álbum "Sensation" lançado em abril de 2006 é uma coleção eclética de canções em irlandês, inglês, francês, latim etc. O coral se apresentou duas vezes no Festival Mundial de Música Sacra no Marrocos e em turnê em mais de 20 países desde 1993. Gravou 10 álbuns e já foi contratado por importantes gravadoras tais como Decca, Universal, Polygram, Philips e Koch International. Em janeiro de 2007 o Anúna filmou uma série de apresentações ao vivo em Cleveland, que serão exibidas em agosto e setembro pelos canais de TV PBS na América do Norte. O CD do Anúna "Celtic Origins", na segunda semana após o lançamento, conquistou o primeiro lugar em vendagem em todas as lojas "Borders", em nível nacional, e também a primeira posição na categoria World Music, de acordo com os resultados do Nielsen Soundscan durante a mesma semana. No outono de 2007 o grupo fará uma turnê de dois meses na América do Norte.

## Discografia
O grupo lançou diversos álbuns e DVDs.
- 1991 – An Uaithne (cassette only)

- 1993 - ANÚNA (regravado em 2005)
- 1994 - Invocation (regravado em 2002)
- 1995 - Omnis (edição Irlandesa)
- 1996 - Omnis (regravação internacional da versão irlandesa de 1995)
- 1996 - Deep Dead Blue (remasterizado em 2004)
- 1997 - Behind the Closed Eye (remasterizado em 2003)
- 2000 - Cynara
- 2002 - Winter Songs [lançado como Christmas Songs em 2004] ++
- 2003 - Essential Anúna (versão britânica) ++
- 2005 - The Best of Anúna (edição europeia, com uma lista diferente de faixas para o álbum Essential) ++
- 2005 - Essential Anúna (versão estadunidense) ++
- 2006 - Sensation
- 2006 - Celtic Dreams: Méav Ní Mhaolchatha
- 2007 - Celtic Origins [CD e DVD]
- 2008 - Christmas Memories [CD e DVD]
- 2009 - Invocations of Ireland [DVD]
- 2009 - Sanctus
- 2010 - The Best of Anúna (Nova Edição) ++
- 2010 - Christmas with Anúna
- 2012 - Illumination
- 2014 - Illuminations
- 2015 - Revelation
- 2017 - Takahime (single)
- 2017 - A Christmas Selection ++
- 2017 - Selected 1987-2017 ++
- 2017 - Selected II 1987-2017 ++

++ Indica Compilação